# Alston Wise
Joseph Alston Wise, detto Stoney (Winnipeg, 29 ottobre 1904 – Vancouver, 23 settembre 1984), è stato un hockeista su ghiaccio canadese.

## Palmarès

### Olimpiadi invernali
- Oro a Lake Placid 1932 nell'hockey su ghiaccio.